# BCL2L12
BCL2L12‏ (BCL2 like 12) هوَ بروتين يُشَفر بواسطة جين BCL2L12 في الإنسان.